# Streator (Illinois)
Streator es una ciudad ubicada en el condado de LaSalle en el estado estadounidense de Illinois. En el Censo de 2010 tenía una población de 13710 habitantes y una densidad poblacional de 870,92 personas por km².

## Geografía
Streator se encuentra ubicada en las coordenadas 41°7′29″N 88°49′50″O / 41.12472, -88.83056. Según la Oficina del Censo de los Estados Unidos, Streator tiene una superficie total de 15.74 km², de la cual 15.71 km² corresponden a tierra firme y (0.2%) 0.03 km² es agua.

## Demografía
Según el censo de 2010, había 13710 personas residiendo en Streator. La densidad de población era de 870,92 hab./km². De los 13710 habitantes, Streator estaba compuesto por el 91.21% blancos, el 2.48% eran afroamericanos, el 0.31% eran amerindios, el 0.44% eran asiáticos, el 0.02% eran isleños del Pacífico, el 3.45% eran de otras razas y el 2.09% pertenecían a dos o más razas. Del total de la población el 10.37% eran hispanos o latinos de cualquier raza.